# Code Conventions for the Java Programming Language
Code Conventions for the Java Programming Language ou a tradução livre para português "Convenções de Código para a Linguagem de Programação Java" é um documento público oficial da Sun Microsystems, Inc. que tem o objetivo de padronizar a forma de um código-fonte em Java. Esse padrão é utilizado internamente pela Sun no desenvolvimento dos códigos-fontes Java. Sua última revisão foi em 20 de abril de 1999.
A Sun encoraja todos os desenvolvedores Java a seguirem o padrão. Por uma questão de conveniência e pela razão de a empresa desenvolvedora do conceito Java recomendá-lo, muitas empresas adotam esse padrão.
Esse padrão não engloba o aspecto de arquitetura de sistema, ou seja, não interfere na engenharia do software, focando apenas na forma de escrita e organização do código-fonte em si. O documento engloba padrões para:
- Nomes de arquivos, classes, pacotes, variáveis, constantes etc.;
- Organização dos arquivos;
- Indentação;
- Comentários;
- Declarações de funções, variáveis e outras;
- Disposição das expressões;
- Política para espaços em branco e quebras de linha;

Segundo a própria introdução do documento, os motivos principais para se manter um padrão de codificação num trabalho em equipe é:
- 80% do tempo gasto no desenvolvimento de software é alocado para manutenção.
- Dificilmente qualquer software será mantido a vida toda pelo mesmo autor.
- Padrões aumentam a legibilidade do software, permitindo desenvolvedores entenderem um novo código de forma mais clara e mais rapidamente.

## Adaptação para outras linguagens
É possível adaptar o padrão para outras linguagens semelhantes, como o C++ ou C#, por exemplo.